# Anwar Ibrahim
Anwar bin Ibrahim (Bukit Mertajam, 10 agosto 1947) è un politico malese, primo ministro della Malaysia dal 24 novembre 2022.

## Biografia
Dal 2008 al 2015 è stato il capo dell'opposizione al governo malese guidato da Najib Razak. Nel 2015 è stato condannato a cinque anni di carcere per sodomia, ottenendo la grazia dopo tre anni di detenzione.